# Romulea singularis
Romulea singularis är en irisväxtart som beskrevs av John Charles Manning och Peter Goldblatt. Romulea singularis ingår i släktet Romulea och familjen irisväxter. Inga underarter finns listade i Catalogue of Life.